# Vincenzo Morgante
Vincenzo Morgante (Palermo, 1º ottobre 1963) è un giornalista italiano, direttore di TV2000 e Radio InBlu.

## Biografia
Laureato in Giurisprudenza  all'Università di Palermo con il massimo dei voti e la lode. Ha conseguito il baccalaureato in Scienze Sociali presso la Pontificia Università San Tommaso d'Aquino di Roma. Sposato e padre di sei figli.
Nel 1987 viene chiamato a far parte della segreteria particolare del Ministro per il rapporti con il Parlamento Sergio Mattarella con l'incarico di "Addetto alle Relazioni Esterne".
Collabora contemporaneamente con il quotidiano della DC Il Popolo e a inizio degli anni '90 viene chiamato come corrispondente dalla Sicilia dal quotidiano Avvenire. 
Nel 1991 è nominato componente del Comitato Consultivo Industria della Regione Siciliana.
Giornalista professionista dal 26 gennaio 1993, è stato il corrispondente da Palermo de Il Sole 24 Ore. Assunto nella redazione siciliana della Rai nel 1997. Sua l'unica intervista della RAI a don Giuseppe Puglisi, il sacerdote ucciso dalla mafia a Palermo nel 1993 e proclamato Beato della Chiesa nel 2013.
Viene distaccato a Roma nel 1999 come vaticanista del T3 per seguire gli eventi del Giubileo del 2000 ed è nominato inviato speciale nel 2000.
Nominato capo redattore responsabile della redazione siciliana della TGR nell'ottobre 2003 da Angela Buttiglione. Durante la sua gestione l'Ordine dei Giornalisti di Sicilia ha assegnato alla redazione Siciliana della TGR, nell'ambito del "Premio Mario Francese", un riconoscimento per "l'alta qualità di informazione sui fatti di mafia" e nel 2012 per i servizi realizzati per ventennale delle stragi di mafia del '92.
Su invito del Dipartimento di Stato degli USA nel giugno 2007 ha partecipato all'International Visitor Leadership Program.
È docente di Dottrina sociale della Chiesa presso la Pontificia facoltà teologica di Sicilia. Ha insegnato Teoria e Tecniche del Linguaggio Radiotelevisivo presso l'università di Palermo.
Il 17 ottobre 2013 il CDA della Rai all'unanimità lo nomina direttore della TGR su proposta del direttore generale Luigi Gubitosi. Il suo piano editoriale è stato approvato dai giornalisti della TGR ottenendo quasi l'82% dei consensi. È stato componente, nel 2013, della commissione per la selezione interna di nuovi giornalisti RAI. Sotto la sua direzione la TGR ha avviato il processo di digitalizzazione delle redazioni regionali.
Dal giugno 2016 al settembre 2018, consigliere d'amministrazione di San Marino RTV in rappresentanza del socio Rai.
È cittadino onorario del comune di Racalmuto, il paese dello scrittore Leonardo Sciascia. Presiede la giuria del premio giornalistico "Marco Lucchetta".
Sotto la sua direzione alla TGR è stato attribuito il premio giornalistico Biagio Agnes 2016 per la televisione.
Il 6 ottobre 2016 è confermato all'unanimità, dal Cda Rai, alla guida della TGR.
Il 23 luglio 2018 viene nominato direttore di rete di TV2000 e Radio InBlu in sostituzione di Paolo Ruffini; assume l'incarico a partire dal 1º ottobre successivo.
Dal 1º febbraio 2019 ha assunto anche l'incarico di direttore delle testate giornalistiche di entrambe le emittenti, subentrando a Lucio Brunelli.